# ساختمان فوق‌العاده بلند

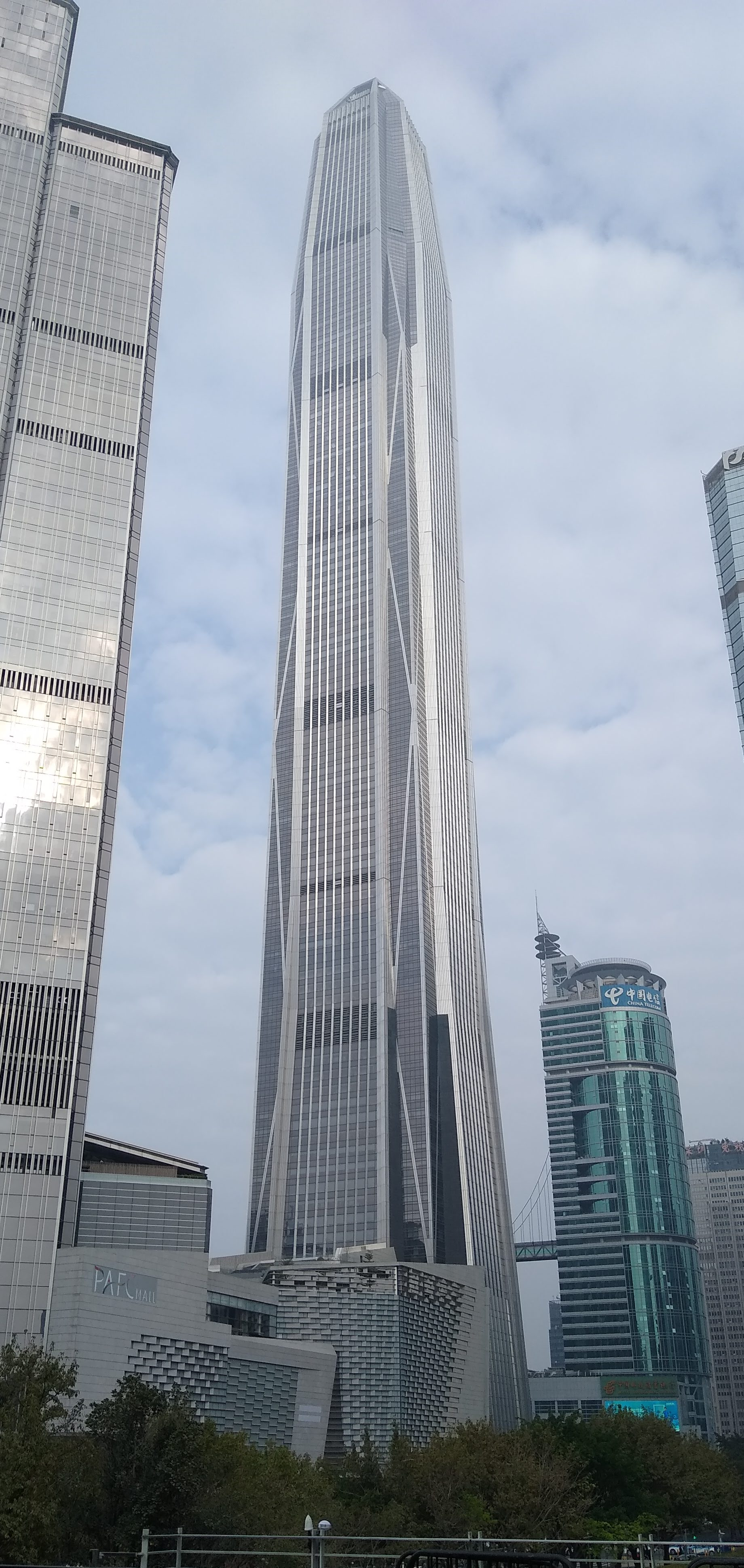
مرکز تجارت جهانی پینگ ان با ۱۱۵طبقه و ارتفاع 599 m در شنژن چین، بلندترین ساختمان "فوق العاده بلند" تا سال ۲۰۲۱ است.

یک ساختمان فوق‌العاده بلند، سازه‌ای  با ارتفاع بیش از ۳۰۰ متر (۹۸۴ فوت) و کمتر از ۶۰۰ متر (۱٬۹۶۹ فوت) است که یک نوع آسمان خراش می‌باشد و مابین "آسمان خراش"ها((ساختمانی با ارتفاع ۱۵۰ متر (۴۹۲ فوت))و ساختمانهای "مگاتال " ((بلندتر از ۶۰۰ متر (۱٬۹۶۹ فوت))قرار می‌گیرد.
سازمان‌های مختلف ایالات متحده و اروپا، آسمان خراش‌ها را عموماً به عنوان ساختمان‌هایی با ارتفاع حداقل ۱۵۰ متر یا بلندتر تعریف می‌کنند.